# Toilettenbürste

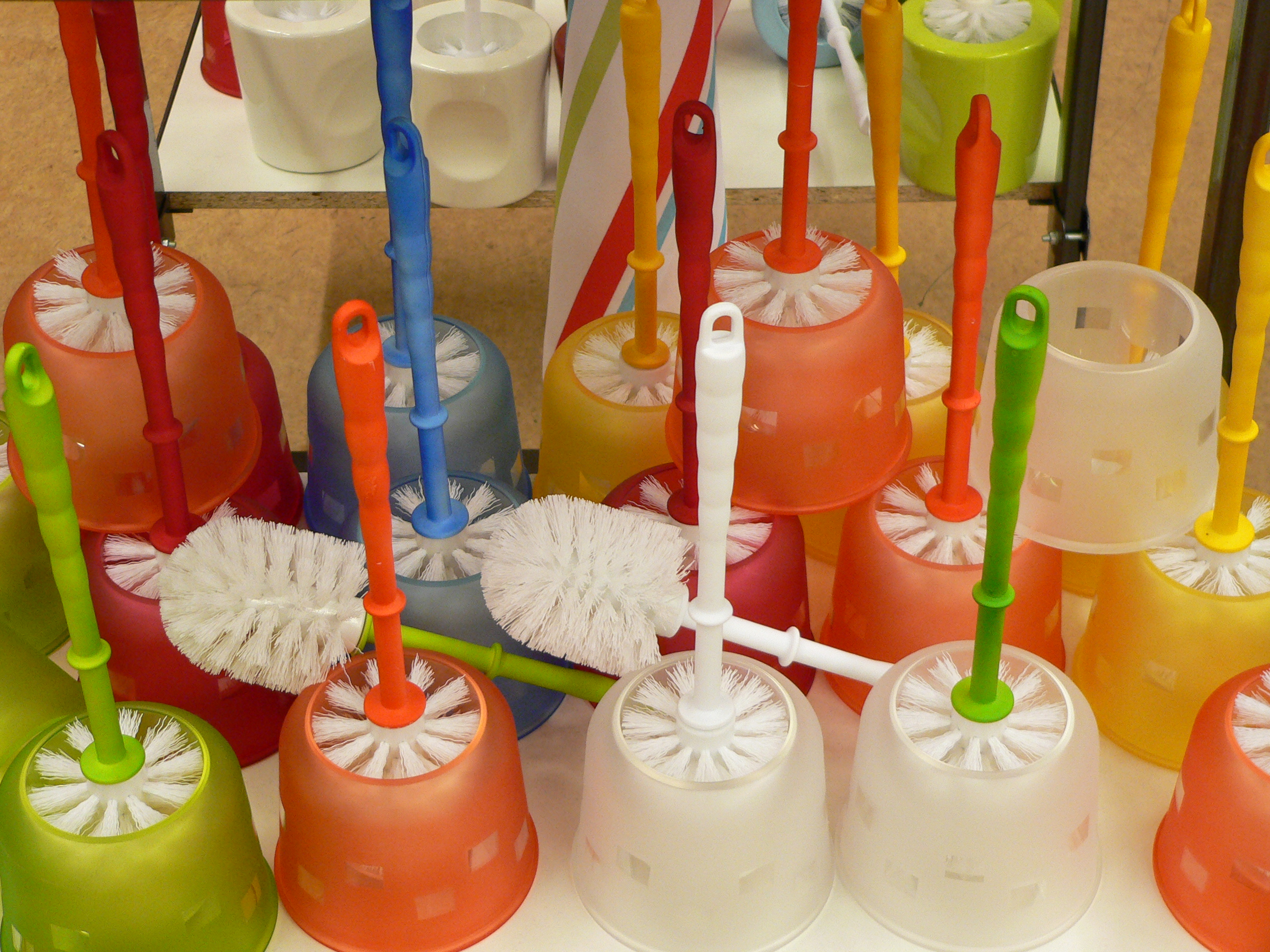
Bunte Auswahl im Geschäft

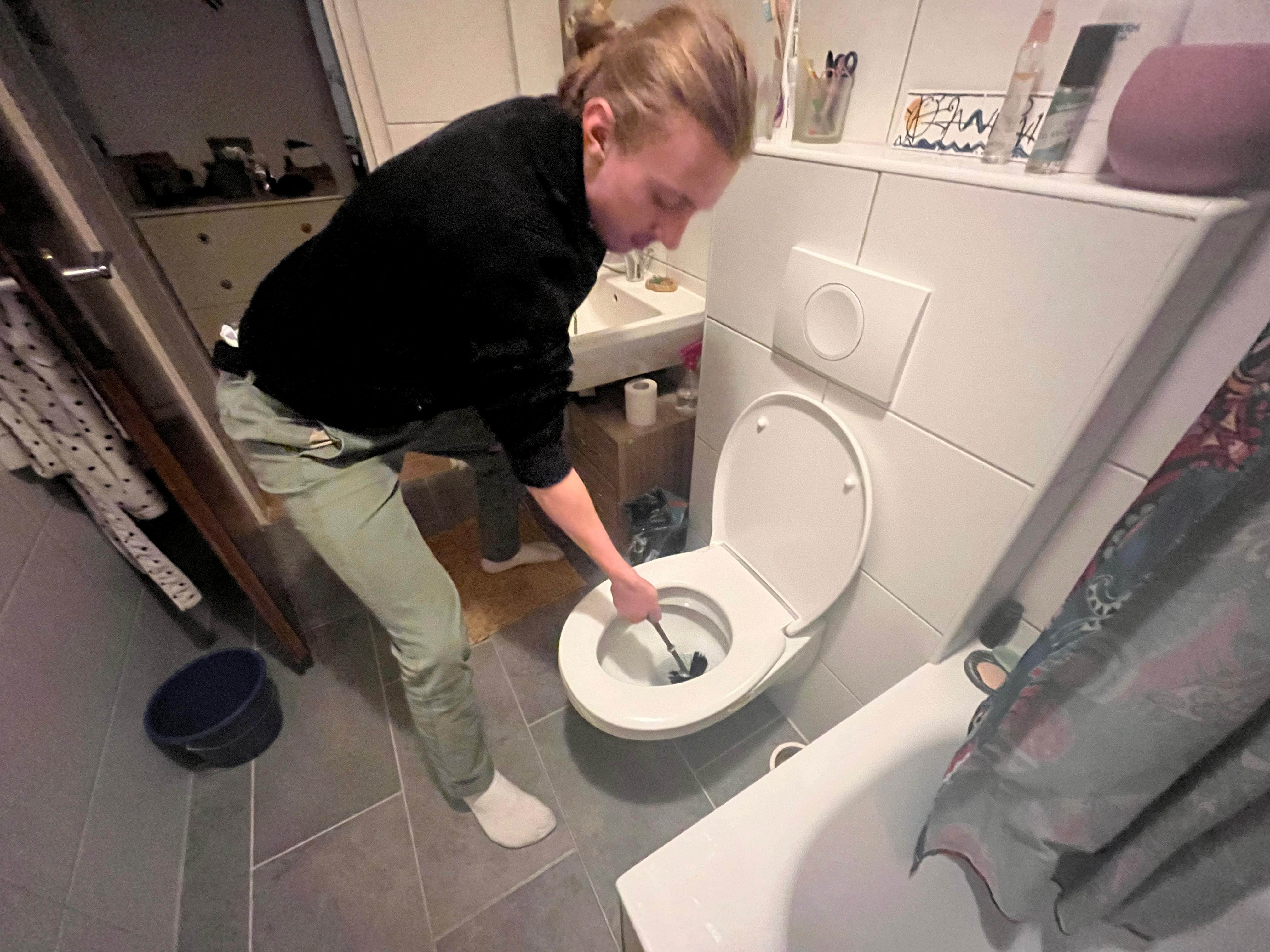
Mann benutzt Klobürste

Eine Toilettenbürste oder WC-Bürste, umgangssprachlich Klobürste, in Österreich Klobesen, ist eine Bürste, die zur Säuberung der Innenseite der Toilettenschüssel benutzt wird.

## Modelle

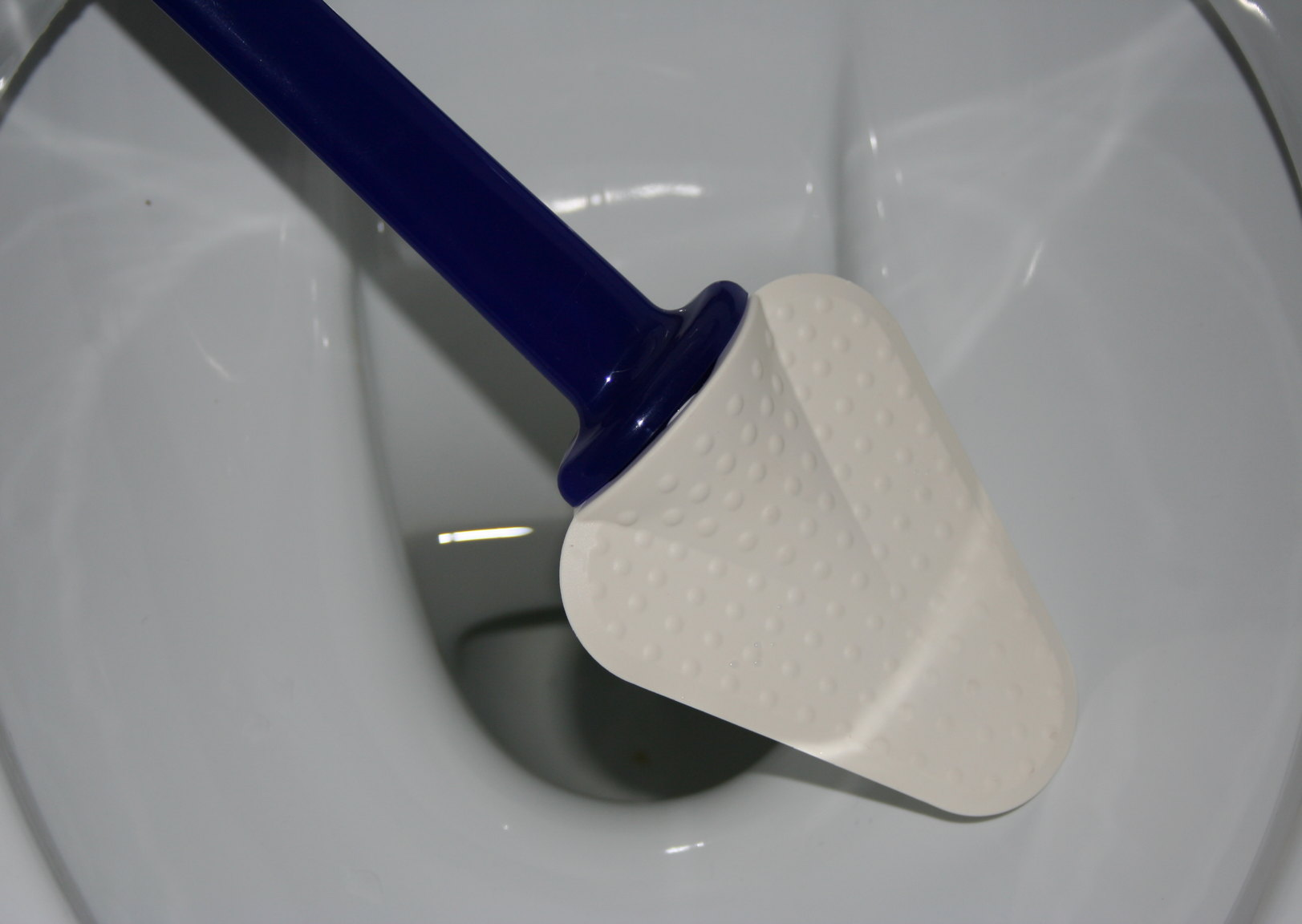
WC-Schaber aus Kunststoff

Einfache Toilettenbürsten bestehen lediglich aus dem Griff sowie dem Bürstenkopf. Andere Modelle besitzen einen zusätzlichen kleinen Bürstenkopf an der Seite. Dieser soll es erleichtern, auch Spritzer und Verkrustungen am und unter dem Rand der Toilettenschüssel zu beseitigen.
Eine weitere Variante besitzt austauschbare Bürstenköpfe. Die Robustheit der Borsten ist ein weiteres Qualitätsmerkmal. Ähnlich wie bei billigen Zahnbürsten entstehen bei zu weichen oder sich schnell abnutzenden Borsten schnell Verklumpungen. Auch die Oberflächenbeschaffenheit der Borsten spielt eine Rolle – je rauer die Borsten sind, desto schneller verschmutzen sie. Bei Massenware werden Borsten aus Polypropylen verwendet.

## Toilettenbürstenhalterungen
Verschiedene Empfindungen führen zu einer Diversifikation der Ausformungen von Toilettenbürstenhaltern. Designaspekte, olfaktorische und hygienische Erwägungen führen zu Widersprüchen bei der Gestaltung von Toilettenbürstenhaltern. Als Faustregel gilt: Je besser die Borsten optisch geschützt sind, desto schlechter können Abwasserreste verdunsten. Als Negativbeispiel seien zylindrische Halter angeführt, in denen die Bürste komplett versenkt wird, wenn diese noch dazu einen passgenauen Deckel aufweist. Vorhandene Luftschlitze erfüllen hierbei lediglich eine Alibifunktion – am Grund des Zylinders entsteht zwangsläufig eine wachsende Menge an übelriechendem, unhygienischem Abwasser.

## Konstruktionen
- Als Vorgänger der heutigen Bürsten gilt das Xylospongium, das bereits in der Antike zum Einsatz kam.

- An den Borsten von Toilettenbürsten bleiben unvermeidlich geringe Mengen von Wasser, Fäkalien und Toilettenpapier hängen. Neuere Konstruktionen kommen deshalb ohne Borsten aus, sondern verwenden Kunststoff- oder Silikonschaber, um die Toilette zu reinigen. Die Teile können aus antibakteriellen Gründen mit Silber behandelt sein, manche Modelle haben eine sehr glatte Oberfläche und benutzen so den Lotuseffekt der Reinhaltung.